# Jリーグセミナー
Jリーグセミナーは、日本サッカー協会とJリーグが、Jリーグ準加盟制度の申請を予定しているクラブ関係者を対象に、ホームタウンのあり方、選手契約、事業関連などの情報を提供するセミナーである。2006年度から開催されている。
準加盟制度申請に本セミナーへの出席は義務化されていないため、Jリーグを目指すクラブ全てが出席するわけではない。
また、逆に本セミナーはJリーグ入りを具体的に実現できる見込みがなくても出席可能である。

## 出席クラブ数
| 年 度  | 新 規 | 再出席 | 合 計 | 北海道 | 東 北 | 関 東 | 北信越 | 東 海 | 関 西 | 中 国 | 四 国 | 九 州 |
| ------ | ----- | ------ | ----- | ------ | ----- | ----- | ------ | ----- | ----- | ----- | ----- | ----- |
| 2006年 | 29    | －     | 29    | 0      | 4     | 6     | 6      | 2     | 4     | 2     | 0     | 5     |
| 2007年 | 8     | 12     | 20    | 0      | 3     | 3     | 4      | 0     | 4     | 1     | 1     | 4     |

## 出席クラブ
チーム名の前に×印があるクラブは、その後Jリーグに加盟（昇格）を果たしたクラブ。

### 2006年 第1回 出席クラブ
- ×グルージャ盛岡（2014年からJ3）
- ×FCペラーダ福島（2008年から「福島ユナイテッドFC」に改称）（2014年からJ3）
- ビアンコーネ福島
- アビラーション
- つくばFC
- ×栃木SC（2009年からJ2）
- 今市FCアルシオーネ
- ×FC町田ゼルビア（2012年のみJ2、2014年からJ3）
- 青梅FC
- FCコリア
- ×松本山雅FC（2012年からJ2）
- ×AC長野パルセイロ（2014年からJ3）
- 富山県サッカー協会（2009年からJ2の×カターレ富山発足で中心的役割を果たす）
- ヴァリエンテ富山
- ×ツエーゲン金沢（2014年からJ3）
- サウルコス福井
- 静岡FC
- ×FC岐阜（2008年からJ2）
- 滋賀FC
- AS.Laranja Kyoto
- 神戸FC
- エストレラ姫路
- ×SC鳥取（2007年から「ガイナーレ鳥取」に改称し2011年からJ2）
- ×ファジアーノ岡山（2009年からJ2）
- ×ニューウェーブ北九州（2010年から「ギラヴァンツ北九州」に改称しJ2）
- ×V・ファーレン長崎（2013年からJ2）
- ×ロッソ熊本（2008年から「ロアッソ熊本」に改称しJ2）
- ×ヴォルカ鹿児島（2014年にFC KAGOSHIMAと統合し鹿児島ユナイテッドFCとなり2016年からJ3）
- ×FC琉球（2014年からJ3）

### 2007年 第2回 出席クラブ
- FCガンジュ岩手
- ペラーダ福島
- ビアンコーネ福島
- ×栃木SC
- ×FC町田ゼルビア
- ×Y.S.C.C（2014年からJ3）
- ×松本山雅FC
- 富山県サッカー協会
- ×ツエーゲン金沢
- サウルコス福井
- 佐川急便SC
- FC Mi-O びわこ（2008年に「MIOびわこ草津」、2012年に「MIOびわこ滋賀」に改称）（2013年6月に申請）
- アミティエ京都
- アイン食品サッカー部
- ×レノファ山口（2015年からJ3）
- ×カマタマーレ讃岐
- ×ニューウェーブ北九州
- ×V・ファーレン長崎
- ×ヴォルカ鹿児島
- ×FC琉球

### 2009年 第4回 出席クラブ
- 青森県サッカー協会
- ×ヴァンラーレ八戸（2013年9月に準加盟承認、2019年からJ3）
- 秋田県サッカー協会（2010年発足の×ブラウブリッツ秋田で中心的役割を果たす）
- いわきクラブ(アビラーション)
- Tonan前橋（2013年9月に準加盟承認、2019年に百年構想クラブから脱退）
- 横河武蔵野FC
- Oプロジェクト・大田区にJリーグチームを造る会
- ×S.C.相模原（2014年からJ3）
- ×藤枝MYFC（2014年からJ3）
- FC鈴鹿ランポーレ（2013年6月に申請）
- ×AC長野パルセイロ
- ×松本山雅FC
- ×ツエーゲン金沢
- MIOびわこ草津
- アルテリーヴォ和歌山
- ×カマタマーレ讃岐
- 高知県サッカー協会